# Alcubierre
Alcubierre – gmina w Hiszpanii, w prowincji Huesca, w Aragonii, o powierzchni 115,31 km². W 2011 roku gmina liczyła 424 mieszkańców.